# Лаци е Спили (Потенца)
Лаци е Спили (итал. Lazzi e Spilli) је насеље у Италији у округу Потенца, региону Базиликата.
Према процени из 2011. у насељу је живело 117 становника. Насеље се налази на надморској висини од 863 м.